# Tschernogolowka
Tschernogolowka (russisch Черноголо́вка) ist eine Stadt mit rund 20.983 Einwohnern (Stand 14. Oktober 2010) in der Oblast Moskau in Russland. Sie ist Zentrum des Stadtkreises Tschernogolowka. Die Stadt liegt rund 40 km nordöstlich von Moskau und 20 km nördlich von Noginsk.

## Geschichte
Erstmals erwähnt wurde Tschernogolowka als Dorf im Jahr 1710. Es lag damals an einer Straße, die vom heutigen Noginsk (damals: Bogorodsk) bis zum Dreifaltigkeitskloster von Sergijew Possad führte.
1956 wurde auf Initiative des Nobelpreisträgers Nikolai Semjonow in der Nähe ein Forschungsinstitut für Physikalische Chemie angesiedelt. 1965 kam das Landau-Institut für Theoretische Physik hinzu. Juri Andrejewitsch Ossipjan gründete hier das Institut für Festkörperphysik der Akademie der Wissenschaften. Ein weiteres Institut wurde für experimentelle Mineralogie geschaffen. 
Im Laufe der 1960er- und 1970er-Jahre wurde Tschernogolowka somit zu einem bedeutenden wissenschaftlichen Zentrum. Der Ort erhielt den Status einer Siedlung städtischen Typs, seit 2001 hat er Stadtrechte.

### Bevölkerungsentwicklung
| Jahr | Einwohner |
| ---- | --------- |
| 1926 | 381       |
| 1979 | 12.289    |
| 1989 | 18.488    |
| 2002 | 20.284    |
| 2010 | 20.983    |

Anmerkung: Volkszählungsdaten

## Wirtschaft und Infrastruktur

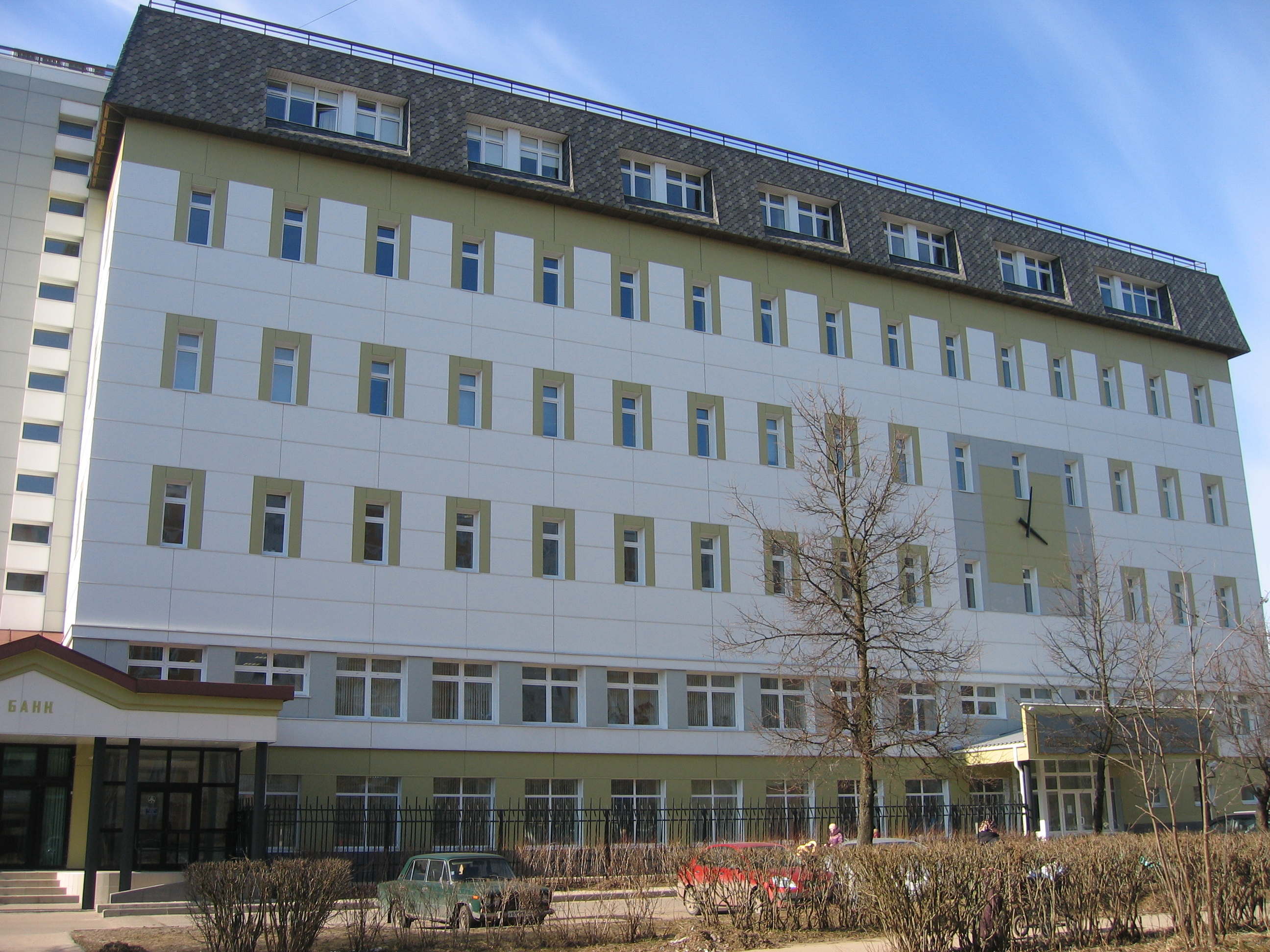
Innovationszentrum der RAW in Tschernogolowka

Eine Schlüsselrolle im Wirtschaftsleben der Stadt spielen rund ein Dutzend Forschungseinrichtungen, die hier seit den 1960er-Jahren entstanden sind und zur Russischen Akademie der Wissenschaften gehören. Außerdem ist die Stadt ein Industriestandort, unter anderem mit einer landesweit bekannten Getränkeabfüllung für alkoholische Getränke und Limonaden.
Die Stadt liegt nahe der Ringstraße A107. Mit Moskau bestehen regelmäßige Linienbusverbindungen. Eisenbahnverbindungen mit Moskau und anderen Orten bestehen über die nahe gelegenen Städte Noginsk und Schtscholkowo.

## Sehenswürdigkeiten
Das Staatliche Militärtechnische Museum Iwanowskoje liegt im Stadtkreis Tschernogolowka.

## Städtepartnerschaften
Es besteht seit 1992 eine Städtepartnerschaft zwischen Tschernogolowka und Neubiberg in Oberbayern.